# 飼育 (小説)
『飼育』(しいく) は、大江健三郎の短編小説、またそれを原作とした派生作品。1958年に文芸誌『文學界』1月号に掲載され、同年上期の第39回芥川賞を当時最年少の23歳で受賞。1958年3月に『死者の奢り』所収で文藝春秋新社から単行本化、1959年9月に新潮社文庫『死者の奢り・飼育』に収録された。
本作はジョン・ネイスンによって“Prize Stock”のタイトルで翻訳されて、ネイスンが編纂した大江の中短編のアンソロジー“Teach Us to Outgrow Our Madness”に収録されている。

## あらすじ
長い梅雨の影響で村と町を最短で繋ぐ吊り橋が崩落したため、谷間の村は孤立し僕が通う分教場も休校状態だった。戦時下を窺わせるのは遠望する燃え拡がる街と、上空を通過する軍用機ぐらいだった。そんなある日、明け方に激しい地鳴りと衝撃音に目をさまされる。朝起きた時にはすでに父と猟銃はなく、村に大人の男は不在だった。宵闇が迫る頃に村人たちは“獲物”を連れて帰ってきた。墜落した軍用機から落下傘で脱出して一人生き残った黒人兵は、町の“書記”の指示で県の指令があるまで、僕と父と弟が住む元養蚕部屋の地下倉に隔離された。当初は縛められていた黒人兵だが次第に屋外に出ることを許され、好奇心に溢れた村の子供たちと交流が育まれていく。しかしそんな牧歌的な日々は長くは続かなかった。
夏の盛りになって“書記”が集落長の元に訪れ、村人たちに県の指令を伝えるため半鐘が鳴らされた。黒人兵の移送は村人で行うという内容だった。村人の輪から抜けて僕は倉に駆け戻るが、倉の前で腰を下ろしていた黒人兵に村人たちが近づいていることを伝えようとするが言葉が通じない.。突然立ち上がった彼は、僕を攫うように引き連れ地下倉に籠城した。村人たちは地下倉への揚蓋が固く閉ざされ、明りとりの窓から銃を向けると僕を盾にするため手を拱くしかなかった。一夜明けて窓から朝霧と人声が入る中、村人たちが揚蓋を壊し始めた。黒人兵は僕の喉を締め上げながら威嚇するが、破壊された降り口で村人の塊から進み出た憎悪にもえる父が、黒人兵に振り下ろした鉈は僕の左掌ごと彼の頭蓋を打ち砕いた。
二日間眠り続けた朝、倉の寝台の上で目ざめた僕を弟と村の友達が見守っていた。弟の話では黒人兵の死体は“書記”の指示で、谷間の廃坑に安置されているという。再び眠りに落ちた僕は昼すぎに目ざめたが部屋には誰もおらず、窓から入る厭な臭いを感じつつ横になっていた。昏くなってから布を巻かれた大きく腫れた左腕を吊って起き上がり、窓辺に寄りかかった僕は黒人兵の死体が放つ耳には聞こえない叫びで膨張し、激しく噴きあがった臭いが充満していく夕暮れた村を見下ろすのだった。

## 収録書籍
- 1958年3月『死者の奢り』文藝春秋新社
- 1959年9月『死者の奢り・飼育』新潮文庫
- 1960年1月『新鋭文学叢書 第12 (大江健三郎集)』筑摩書房
- 1960年『新選現代日本文学全集 第33 (戦後小説集 第2)』筑摩書房
- 1963年『角川版昭和文学全集 第29 (開高健・大江健三郎)』角川書店
- 1964年『現代の文学 第43 (大江健三郎集)』河出書房新社
- 1965年『われらの文学 第18 (大江健三郎)』講談社
- 1965年『昭和戦争文学全集 第11 (戦時下のハイティーン)』集英社
- 1965年『日本文学全集 第72 (名作集 第4 昭和篇下)』新潮社
- 1966年6月『大江健三郎全作品 第1期1』新潮社
- 1968年『日本文学全集 第2集 第25 (大江健三郎集)』河出書房新社
- 1976年1月『土とふるさとの文学全集2 (土の哀歓)』家の光協会
- 1976年12月『筑摩現代文学大系 86 (開高健・大江健三郎集)』筑摩書房
- 1977年1月『開高健・大江健三郎集 (現代日本34)』筑摩書房
- 1977年11月『大江健三郎全作品 第2期1』新潮社
- 1982年6月『芥川賞全集 第5巻』文藝春秋
- 1985年2月『奇妙な仕事・ 死者の奢り (日本の文学 86)』ほるぷ出版
- 1987年3月『昭和文学全集 第16巻 (大岡昇平・埴谷雄高・野間宏・大江健三郎)』小学館
- 1996年5月『大江健三郎小説1 (芽むしり仔撃ちと初期短編1)』新潮社
- 2013年4月『死者の奢り・飼育』(改版) 新潮文庫
- 2014年8月『大江健三郎自選短編』岩波文庫
- 2018年9月『大江健三郎全小説1』講談社

## 映画
- 1961年に大島渚監督により映画化。『飼育』を参照。
- 2011年にカンボジアを代表する監督リティ・パニュが1972年の同国を舞台に翻案化[4]、第24回東京国際映画祭の「アジアの風・中東パノラマ」最優秀アジア映画賞候補にて出品した[5]。

## テレビドラマ
1961年4月16日に日本テレビで放送。監督は山本薩夫。黒人兵役はチコ・ローランド。